# 许愿池 (电影)
《单人乐队》（英語：One Man Band）是皮克斯动画工作室制作的电影短片。该片在法国安讷西举办的29届安讷西动画节首映，并在意大利博洛尼亚获得Platinum Grand Prize。
该片由安德魯·吉梅內斯和馬克·安德魯斯编导，制片是皮克斯短片小组的主管Osnat Shurer。音乐则由迈克·吉亚奇诺创作，他也是皮克斯动画电影《超人特攻隊》的作曲人。
跟很多皮克斯短片一样，人物没用对话，而是通过音乐（由动画形象演奏）和手势等肢体语言叙述故事。
2006年1月31日，该片获得奥斯卡最佳动画短片提名，但是该年度本奖由John Canemaker和Peggy Stern执导的The Moon and the Son: An Imagined Conversation取得。

## 情节

提琴手

清晨的广场上空无一人，显得特别空旷，但是这个时候街头艺人已经准备妥当，开始一天的“生意”了。现在的广场上有2个一人，表演的都是单人乐队（One man band）。他们一个是表演打击乐器和管乐的鼓手，身上背着大鼓，嘴边是双簧管长号，背后镲，圆号，手里还有手风琴；另一个是表演弦乐的提琴手，手旁是小钢琴，身上则是不同类型的提琴，吉他等。
就在这是，一个乡下来的小姑娘Tippy(根据官方站点)拿了一个很大的金币,想要把硬币扔进广场中央的许愿池（喷泉）那许个愿。这可是难得的機會啊，这两个艺人可不能放过第一笔生意，他们都注意到Tippy手里的金币了。
就在她刚要准备把硬币扔进池子的时候， 鼓手先发制人，用号提醒Tippy，先别着急许愿，看看我这里有什么好东西。他先来了一段流行乐风格的表演，示意Tippy把她的金币放到他面前的大杯子里，提琴手也不示弱，就在Tippy马上放手的时候，她的提琴就响起来了，而且旋律更优美，他特制的帽子还能伸出来变成乞讨钱的袋子。鼓手一看，到嘴的金币就要飞了，就转换成进行曲风格，还踩到鼓上，不过这段表演很失败。
为了赢得小姑娘手里的金币，二人开始拼命展示自己的“才华”，变换着音乐的风格，于是他们步步紧逼，意思是这枚金币非我莫属，声音越来越大，音乐节奏也越来越快。小姑娘不得不捂住耳朵，就在这时，她的那枚金币从手里滑落，掉到地上直接滚进了下水道。
Tippy于是十分恼怒，他要这两个人还给她金币。但是这两个倒楣蛋一个金幣也没有。她伸手指定提琴手身上的一个小提琴，鼓手倒是十分会意，从提琴手的身上掰下一个提琴，还递给她一个琴弓。她接过这些，拿走了鼓手讨钱用的杯子。
第一个旋律只能算是噪音，鼓手和提琴手都赶紧捂上耳朵，但是Tippy仔细调了一下提琴的音准才开始演奏，这一回悠扬的旋律从提琴发出来，琴声非常的美妙，有个路过的人一下就扔了一大袋子金币到她面前杯子里。她从袋子里拿出2个金币，朝这两个人面前晃了晃，这两个街头艺人还以为要把金币给他们呢，当他们伸手去接的时候，她就把硬币朝到喷水池中间立起的出水口扔去了。
影片最后一个场景就是撒重奏站到低音演奏者身上，去拿那金币。就当两个人就要摔倒的瞬间，影片结束。

## 琐事
- 1988年的皮克斯电影短片《小锡兵》中玩具锡兵在该片有个类似角色。
- 该片与电影版和DVD、录像带版《汽車總動員》共同发行。